# Robert Stigell

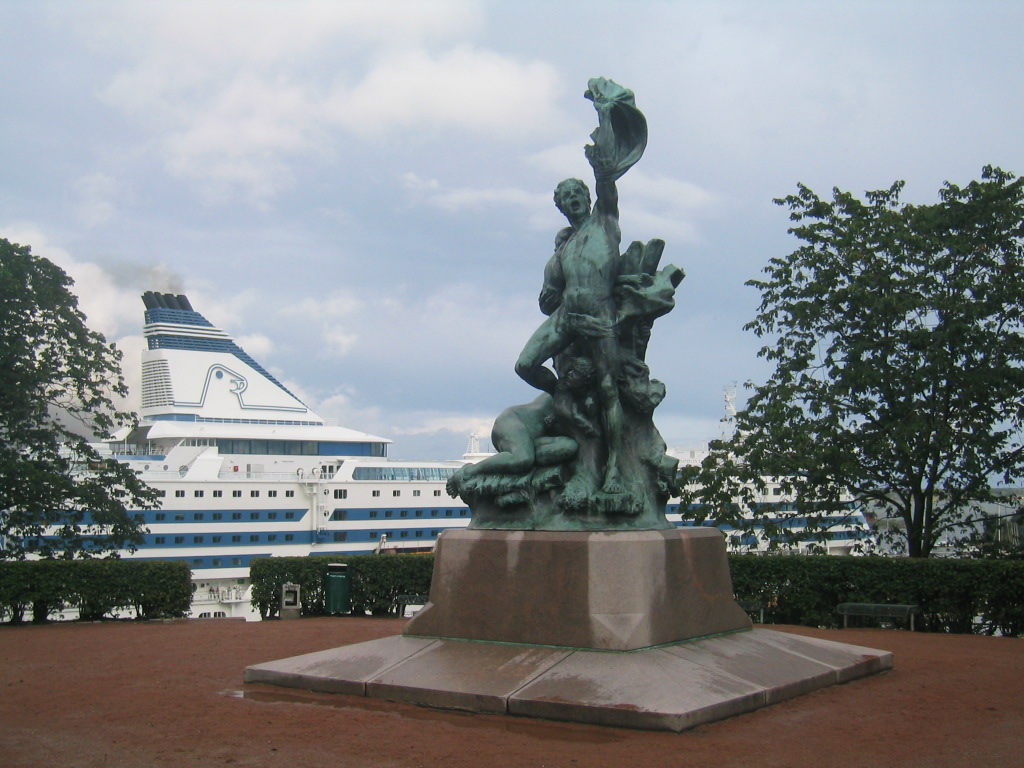
De skeppsbrutna (1898)

Robert Konstantin Stigell, född 14 maj 1852 på Sveaborg utanför Helsingfors, död 1 december 1907 i Helsingfors, var en finlandssvensk skulptör. Han var far till Jarl Stigell.

## Biografi
Stigell arbetade 1868 i Sankt Petersburg hos en stenhuggare, besökte där även en ritskola och studerade 1869–70 för Carl Eneas Sjöstrand vid Finska Konstföreningens ritskola i Helsingfors, var 1870 ornamentsskulptör i London, for som matros på en västindiefarare i 13 månader och kom som sjöman till Neapel 1872.
Sedan studerade han vid Accademia di San Luca i Rom till 1876. Sistnämnda år utförde han statyn Amor med rosen. Han for samma år till Paris, var 1877 elev vid École des beaux-arts där och vistades sedan där ofta och länge. Han vann bland annat statspriset vid skulpturtävlingarna i Helsingfors 1887 och guldmedalj vid världsutställningen i Paris 1900. 
Stigells arbeten visar inflytande av modern fransk skulptur, men även av italiensk barock. De är kraftiga, livfulla, verksamma i linjer och rörelse. Märkas bör Slungkastare (1877), Vellamo (liggande 1878), Slavinna (1883), Bågskytt (1887), gruppen De skeppsbrutna (en familj på en flotte, figurerna utförda med våldsam styrka, 1889–91, omarbetad i större skala 1895–97, i brons på Observatorieberget i Helsingfors) och statyettgruppen Vem vinner? (brons 1903, i galleriet i Helsingfors, som även äger flera av Stigells övriga arbeten, bland annat några porträttbyster som Axel Lille (1901) och Herman Antell (1904).
Stigell utförde även flera dekorativa arbeten för byggnader i Helsingfors, däribland Väinämöinen spelande kantele och Ilmarinen slöjdar Sampo (på studenthusets fasad). I Helsingfors intog Stigell under sina sista år en ledande ställning inom konstnärsvärlden och var bland annat ordförande i Konstnärsgillet.

## Utmärkelser
- Riddare av Hederslegionen,  1902[7]

[Redigera Wikidata]